# K Saint-Trond VV
Maillots
Actualités
Dernière mise à jour : 31 juillet 2024.
Le Koninklijke Sint-Truidense Voetbalvereniging est un club belge de football, qui joue dans le stade Stayen, situé à Saint-Trond.
Le club évolue lors de la saison 2024-2025 en Jupiler Pro League, premier niveau du football belge.
C'est sa 91e saison en séries nationales et sa 48e parmi l'élite.

## Histoire

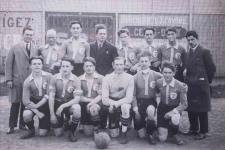
La fondation du club.

Le club est créé le 23 février 1924, à la suite de la fusion entre le FC Union et F.C. Goldstar, qui étaient deux clubs de Saint-Trond. Après avoir été créé, le Sint-Truidense Voetbal Vereeniging choisit le jaune et le bleu par rapport aux couleurs de la ville.
Le premier match de l'équipe, contre le Cercle de Tongres, est joué devant "seulement" 9 personnes. En 1926, le club reçoit le matricule 373.
À la fin des années 1930, Pol Appeltants est le meilleur joueur du club. Celui-ci devient le 21 novembre 1948, le premier joueur du club à être appelé en équipe nationale belge. Dans les années 1940, le club est promu en deuxième division. Le club de la ville de Saint-Trond change également son nom en Sint-Truidense Voetbalvereniging en 1947. En 1951, ce dernier obtient la dénomination de « Société Royale » et s'appelle désormais le Koninklijke Sint-Truidense Voetbalvereniging.
Le STVV atteint la plus haute division belge en 1957. Alors peu connu, Raymond Goethals, arrive en tant qu'entraîneur à Saint-Trond en 1959. Sous sa direction, l'équipe termine deuxième du Championnat de Belgique de football en 1965-1966.
Saint-Trond atterrit à une belle 9e place du classement dans la saison 1998-1999, et plus encore, les Canaris remportent la Coupe de la Ligue après une belle finale contre le Germinal Ekeren au Stayen.
Lors de la saison 2014-2015, le club remporte le titre et accède à la Division 1.
Au cours de l'année 2017, le club est revendu à des investisseur japonais du groupe DMM.com (en).

## Palmarès et statistiques

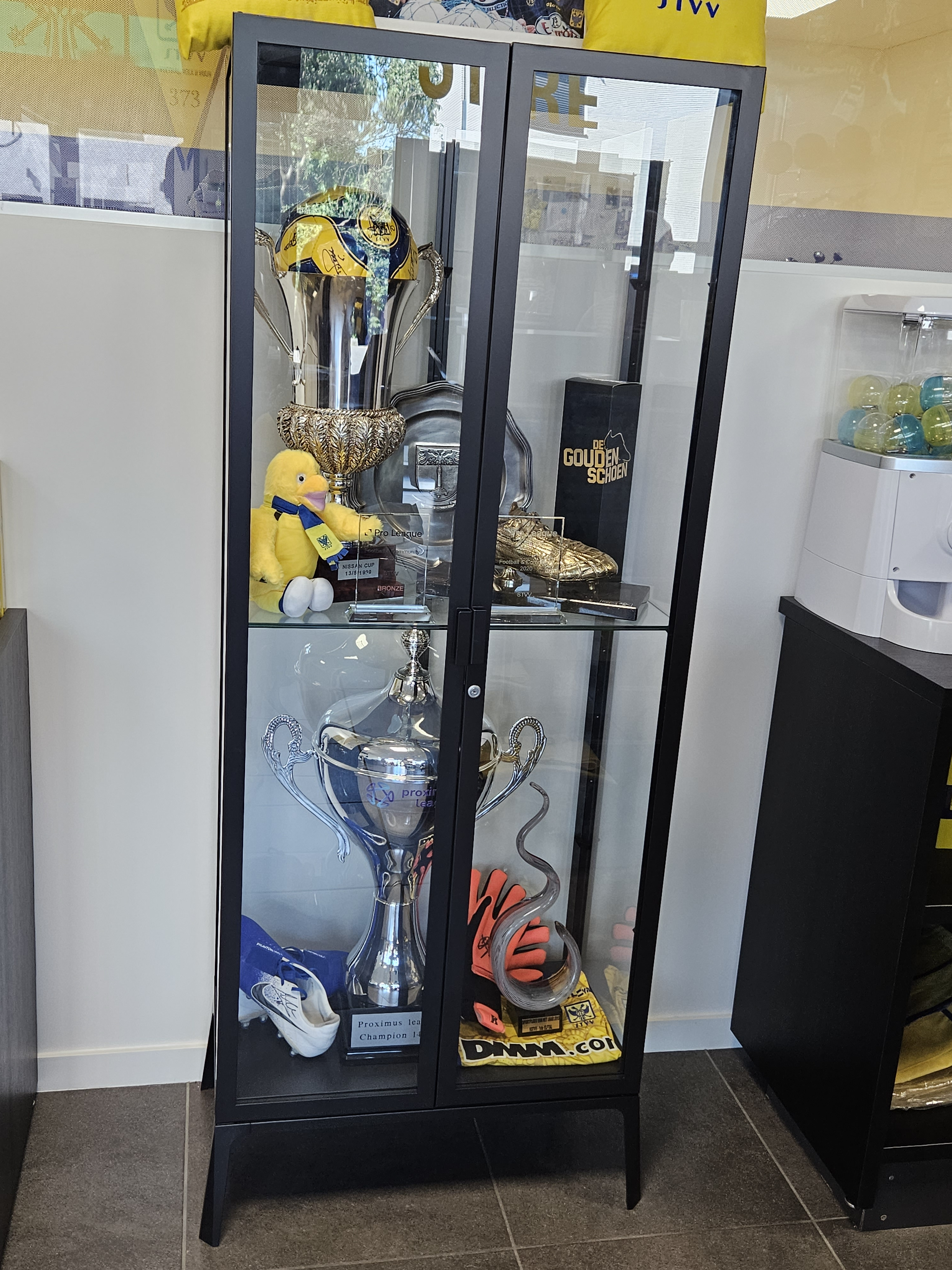
Les trophées du STVV.
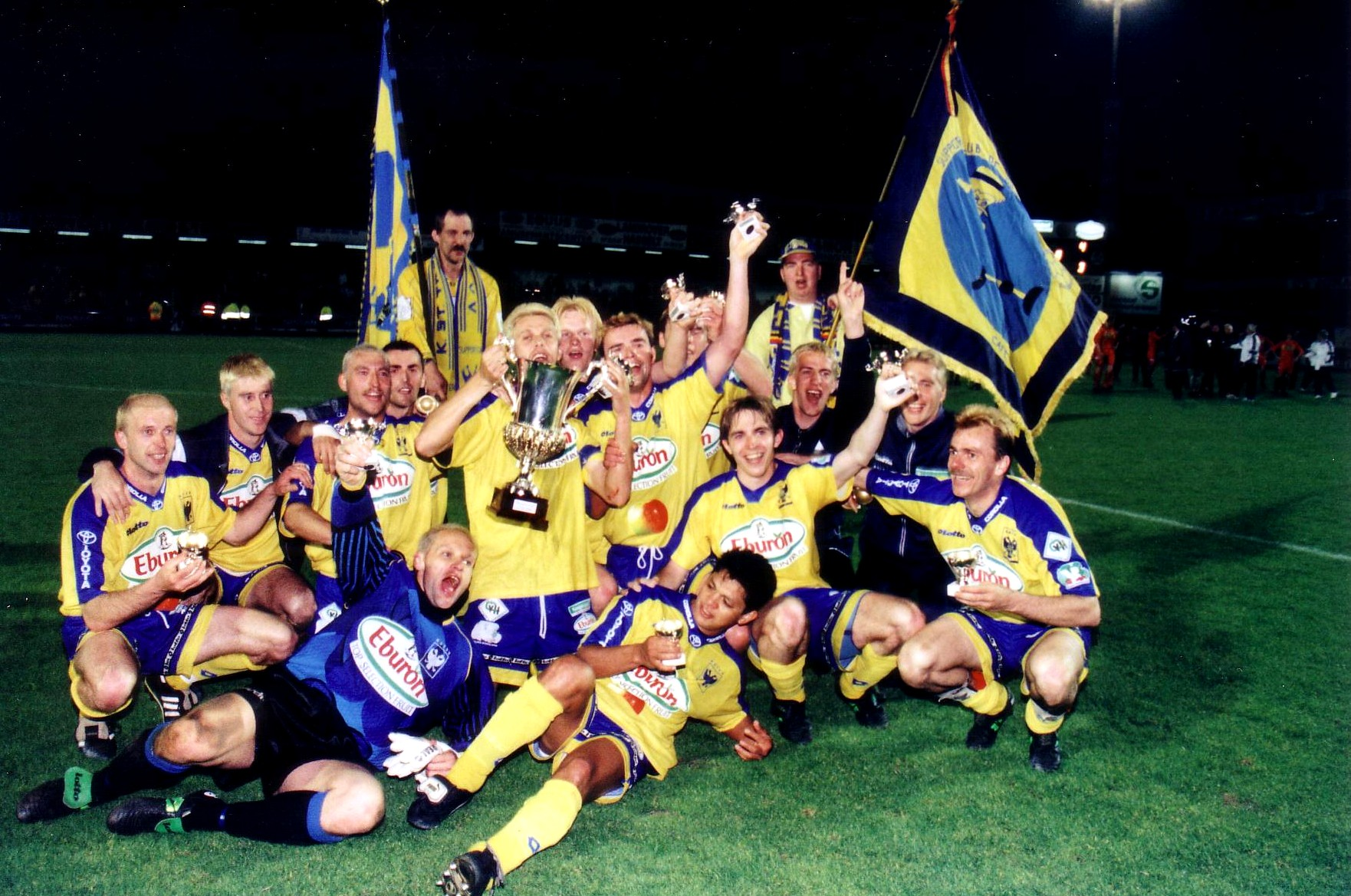
STVV remporte la coupe de la Ligue en 1999.

### Trophées
| Compétitions nationales | Compétitions internationales                                                 |
| Championnats - Championnat de Belgique : - Vice-champion (1) - 1966 - Championnat de Belgique de D2 : - Champion (4) - 1987, 1994, 2009, 2015 - Championnat de Belgique de D3 : - Champion (1) - 1948 - Trophée Jules Pappaert : - Vainqueur (2) - 1988, 2015 Coupes - Coupe de Belgique : - Finaliste (2) - 1971, 2003 - Coupe de la Ligue Pro : - Champion (1) - 1999 | Coupes - Coupe Intertoto (C4) : - Meilleure performance : 3e tour (1) - 1999 |

### Bilan
Statistiques mises à jour le 26 février 2025 (terme de la saison 2024-2025)
| Niv | Divisions     | Jouées | Titres | TM Up | TM Down |
| --- | ------------- | ------ | ------ | ----- | ------- |
| I   | 1re nationale | 48     | 0      |       | 1       |
| II  | 2e nationale  | 29     | 4      | 3     |         |
| III | 3e nationale  | 14     | 1      |       |         |
| IV  | 4e nationale  | 0      | 0      |       |         |
| V   | 5e nationale  | 0      | 0      |       |         |
|     |               |        |        |       |         |
|     | TOTAUX        | 91     | 5      | 3     | 1       |

- TM Up : test-match pour départager des égalités, ou toutes formes de Barrages ou de Tour final pour une montée éventuelle.
- TM Down : test-match pour départager des égalités, ou toutes formes de Barrages ou de Tour final pour le maintien.

## Personnalités du club

### Présidents
Au cours de son histoire, le club a été dirigé par dix présidents différents connus.
| Rang | Nom               | Période   |
| ---- | ----------------- | --------- |
| 1    | Daniël Vreven     | 1935-1937 |
| 2    | Paul Massa        | 1937-1973 |
| 3    | Frans Smeets      | 1973-1978 |
| 4    | Guy Lambeets      | 1978-1991 |
| 5    | Henri Knapen      | 1991-1996 |
| 6    | Leon Schepers     | 1996-2004 |
| 7    | Roland Duchâtelet | 2004-2011 |

| Rang | Nom                   | Période   |
| ---- | --------------------- | --------- |
| 8    | Benoît Morrenne       | 2011-2012 |
| 9    | André Donvil          | 2012      |
| 10   | Bart Lammens          | 2012-2016 |
| 11   | Roland Duchâtelet (2) | 2016-2017 |
| 12   | Yusuke Muranaka       | 2017-2018 |
| 13   | David Meekers         | 2018-     |

### Entraîneurs
De la saison 1927-1925 à la saison 2020-2021, quarante entraîneurs différents se succèdent à la tête du Saint-Trond VV.
| Rang | Nom                    | Période   |
| ---- | ---------------------- | --------- |
| 1    | Frans De Rycke         | 1925-1959 |
| 2    | Raymond Goethals       | 1959-1966 |
| 3    | Ward Volckaert         | 1966-1969 |
| 4    | Jean Claes             | 1969-1972 |
| 5    | Marcel Vercammen       | 1972-1979 |
| 6    | Gerard Bergholtz       | 1979-1981 |
| 7    | Albert Bers            | 1981-1983 |
| 8    | Wilfried Van Moer      | 1983-1984 |
| 9    | Eric Vanlessen         | 1984-1986 |
| 10   | Guy Mangelschots       | 1986-1990 |
| 11   | Walter Meeuws          | 1990-1991 |
| 12   | Odilon Polleunis       | 1991-1992 |
| 13   | R. Liebens & M. Dziuba | 1992      |
| 14   | Albert Van Marcke      | 1992      |
| 15   | Martin Lippens         | 1992-1993 |
| 16   | Guy Mangelschots (2)   | 1993-1995 |
| 17   | Wilfried Sleurs        | 1995-1996 |
| 18   | Freddy Smets           | 1996-1997 |
| 19   | Guy Mangelschots (3)   | 1997      |
| 20   | Barry Hulshoff         | 1997-1998 |

| Rang | Nom                           | Période   |
| ---- | ----------------------------- | --------- |
| 21   | Poll Peters                   | 1998-1999 |
| 22   | Willy Reynders                | 1999-2001 |
| 23   | Jules Knaepen                 | 2001      |
| 24   | Jacky Mathijssen              | 2001-2004 |
| 25   | Guy Mangelschots (4)          | 2004      |
| 26   | Marc Wilmots                  | 2004-2005 |
| 27   | Guy Mangelschots (5)          | 2005      |
| 28   | Peter Voets                   | 2005      |
| 29   | Herman Vermeulen              | 2005-2006 |
| 30   | E. Raeymaekers & P. Voets (2) | 2006      |
| 31   | Thomas Caers                  | 2006      |
| 32   | Peter Voets (3)               | 2006      |
| 33   | Henk Houwaart                 | 2006-2007 |
| 34   | Peter Voets (4)               | 2007      |
| 35   | Valère Billen                 | 2007      |
| 36   | Peter Voets (5)               | 2007      |
| 37   | Dennis van Wijk               | 2007-2008 |
| 38   | Guido Brepoels                | 2008-2011 |
| 39   | Franky Van der Elst           | 2011-2012 |
| 40   | Guido Brepoels (2)            | 2012-2013 |

| Rang | Nom                 | Période   |
| ---- | ------------------- | --------- |
| 41   | Yannick Ferrera     | 2013-2015 |
| 42   | Chris O'Loughlin    | 2015-2016 |
| 43   | Ivan Leko           | 2016-2017 |
| 44   | Tintín Márquez      | 2017      |
| 45   | Jonas De Roeck      | 2017-2018 |
| 46   | Marc Brys           | 2018-2019 |
| 47   | Miloš Kostić        | 2019-2020 |
| 48   | Kevin Muscat        | 2020      |
| 49   | Peter Maes          | 2020-2021 |
| 50   | Bernd Hollerbach    | 2021-2023 |
| 51   | Thorsten Fink       | 2023-2024 |
| 52   | Christian Lattanzio | 2024      |

### Joueurs emblématiques
Plusieurs très bons joueurs ont évolué à Saint-Trond au cours du XXIe siècle. Certains gardiens belges comme Simon Mignolet, Hendrik Van Crombrugge ou encore Ruud Boffin. D'autres joueurs évoluant dans de grands championnats européens ont joué à Saint-Trond. C'est le cas de Djené Dakonam, Jonathan Bamba, Benito Raman, Yohan Boli et Chuba Akpom. Comme les propriétaires sont Japonais, beaucoup de joueurs portent ou ont porté le maillot des Canaris. Certains ont même marqué les supporters comme Daichi Kamada, Takehiro Tomiyasu et Wataru Endō. Enfin, plusieurs joueurs devnus entraîneurs par la suite sont passés pas le club comme Marc Wilmots ou Wouter Vrancken.
Joueurs les plus capés de l'histoire du Saint-Trond VV (depuis les années 90)

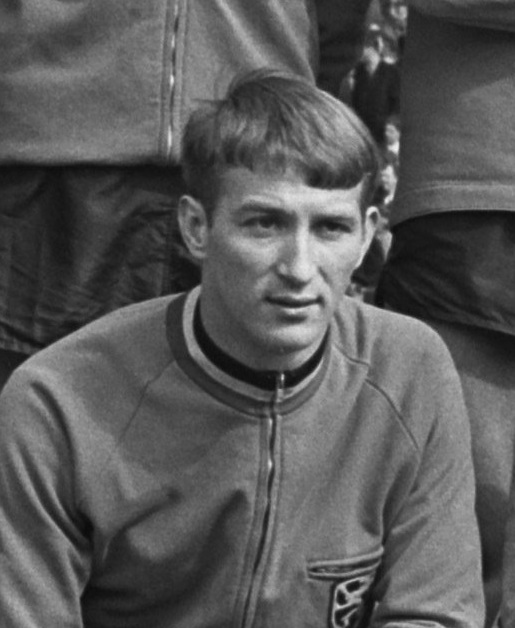
Odilon Polleunis

| Rang | Nom             | Matchs |
| ---- | --------------- | ------ |
| 1    | Jan Van Oirbeek | 702    |
| 2    | Peter Delorge   | 430    |
| 3    | Peter Voets     | 317    |
| 4    | Nicky Hayen     | 264    |
| 5    | Erwin Coenen    | 247    |
| 6    | Eddy Dierickx   | 241    |
| 7    | Gunter Verjans  | 230    |
| 8    | Dusan Belic     | 226    |
| 9    | Kris Buvens     | 214    |
| 10   | Wilfried Sleurs | 205    |

Meilleurs buteurs de l'histoire du Saint-Trond VV (depuis les années 90)
| Rang | Nom               | Buts |
| ---- | ----------------- | ---- |
| 1    | Pol Appeltants    | 148  |
| 2    | Désiré Mbonabucya | 62   |
| 3    | Armand Cleuren    | 44   |
| 4    | Yohan Boli        | 43   |
| 5    | Ibrahim Sidibe    | 40   |
| 6    | Danny Boffin      | 37   |
| 7    | Erwin Coenen      | 34   |
| 8    | Filip Fiers       | 34   |
| 9    | Marc Wilmots      | 32   |
| 10   | Stefan Agten      | 32   |

- Alfred Riedl
- Rubin Okotie
- Pol Appeltants
- Danny Boffin
- Koen Daerden
- Gaetan Englebert
- Michaël Goossens
- Patrick Goots
- Alfons Haagdoren
- Simon Mignolet
- Odilon Polleunis
- Peter Van Houdt
- Wilfried Van Moer
- Marc Wilmots
- Jonathan Bamba
- Tamas Hajnal
- Reza Ghoochannejhad
- Daichi Kamada
- Takehiro Tomiyasu
- Milan Luhový